# Saint-Front i Périgueux

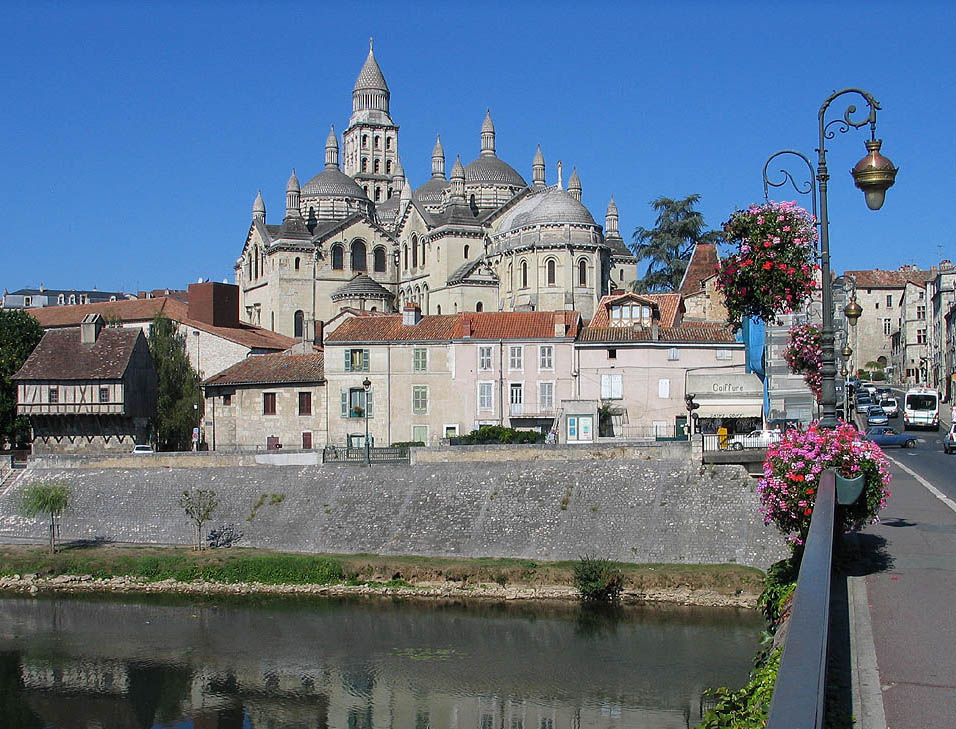
Saint-Front

Saint-Front i Périgueux är en romansk kyrka i Périgueux i departementet Dordogne i sydöstra Frankrike. Den tillhör Romersk-katolska kyrkan, och bygget påbörjades omkring 1120.
Saint-Front är uppförd med Justinianus' Apostlakyrkan i Konstantinopel som förebild med lanterninförsedda kupoler över såväl korsarmarna som korsmitten - alltså den typen av kupolkyrka med bysantinska drag som är typisk för Akvitanien. Byggnaden påminner starkt om katedralen i Angoulême och Markuskyrkan i Venedig.
Saint-Front var en klosterkyrka fram till 1600-talet då den byggdes om i stora partier och blev en domkyrka. Den restaurerades ganska bryskt i slutet av 1800-talet.